# Eremostachys ebracteolata
Eremostachys ebracteolata là một loài thực vật có hoa trong họ Hoa môi. Loài này được Popov mô tả khoa học đầu tiên năm 1940 publ. 1941.